# Paraibuna-Paraitinga (tiểu vùng)
Paraibuna-Paraitinga là một tiểu vùng thuộc bang São Paulo, Brasil. Tiều vùng này có diện tích 4416 km², dân số năm 2007 là 70412 người.